# Rächende Geister
Rächende Geister (Originaltitel Death Comes as the End) ist der 35. Kriminalroman von Agatha Christie. Er erschien zuerst in den USA im Oktober 1944 bei Dodd, Mead and Company und im Vereinigten Königreich im März des folgenden Jahres im Collins Crime Club. Die deutsche Erstausgabe wurde 1947 im Scherz Verlag (Bern) mit der bis heute verwendeten Übersetzung von Ursula von Wiese veröffentlicht.
Der Roman beschreibt einen Kriminalfall im Alten Ägypten, 2000 v. Chr., zur Zeit der Pharaonen. Ort des Geschehens ist Theben.
Dieser Roman ist der einzige Roman Christies, der nicht im 20. Jahrhundert spielt. Die Anregung zu diesem Roman erhielt sie von dem englischen Ägyptologen Stephen Glanville, einem Freund der Familie. Er half Christie auch, das Leben in der ägyptischen Familie vor 4000 Jahren richtig zu beschreiben. Auch hat er vehement ein anderes Ende für den Roman gefordert. Christie kam dem nach, stellte aber in ihrer Autobiografie klar, dass das unveröffentlichte Ende ihrer Meinung nach besser gewesen sei.
Der Roman ist bekannt durch die hohe Anzahl an Opfern und ist im Schaffen Christies nur mit Und dann gabs keines mehr zu vergleichen.
Für die Kapitelüberschriften verwendet Christie die Monate des Ägyptischen Kalenders. Ein Vorgehen, das man auch in anderen Romanen, zum Beispiel in Das unvollendete Bildnis findet.

## Handlung
Der Roman schildert hauptsächlich die Sicht der jungen Witwe Renisenb, die nach dem Tod ihres Mannes in ihre Familie zurückgekehrt ist. Ihr Vater, ebenfalls verwitwet, bringt von einer Reise in den Norden Nofret, eine junge Konkubine mit. Schnell entzweit sich die Familie über Nofret. Als Imhotep weggerufen wird, übernimmt Nofret seine Rolle und zwingt Kameni und Henet in die Arbeit im Haus. Satipy und Kait, die Ehefrauen der älteren Söhne, versuchen Nofret zu schikanieren, doch sie informiert Imhotep, der droht, nach seiner Rückkehr alle aus dem Haus zu werfen. Somit haben fast alle ein Motiv Nofret zu töten und als sie eines Tages tot am Fuße einer Klippe gefunden wird, scheint ein Unfall unwahrscheinlich.
Als man sich dann doch darauf geeinigt hat, dass Nofret nicht ermordet wurde, stirbt Satipy: Sie stürzte sich in völliger Panik von derselben Klippe, unter der Nofret gefunden wurde, während sie mit Yahmose spazierenging. War es Nofrets Geist, der über seine Schulter schaute? Die Gerüchte werden noch verstärkt, als Yahmose und Sobek vergifteten Wein trinken. Sobek stirbt, Yahmose überlebt. Seine Genesung scheint aber durch ein langsam wirkendes Gift behindert. Ein Junge, der behauptet, er habe Nofrets Geist gesehen, wie er den Wein vergiftete, stirbt als Nächster.
Ipy beginnt nun, sich bei seinem Vater eine bessere Position zu erarbeiten. Stolz erzählt er Henet davon. Am nächsten Morgen wird er gefunden – ertrunken in einem See.
Kameni scheint sich in Renisenb verliebt zu haben und bittet sie schließlich ihn zu heiraten. Renisenb ist unschlüssig, wen sie heiraten soll, denn auch Hori kommt in Frage. Ihn kennt sie schon seit ihrer Kindheit, als er ihr Spielzeug repariert hat. Letztlich überlässt sie die Entscheidung ihrem Vater und verlobt sich mit Kameni. Sie begreift aber jetzt auch, dass die Beziehung ihres Verlobten zu Nofret viel enger und tiefer war, als sie je vermutet hatte und dass der bittere Hass auf die Familie durch Eifersucht entstanden sein könnte.
Dann beginnen Renisenb, Hori und Esa die Möglichkeit in Betracht zu ziehen, dass kein Geist, sondern ein menschlicher Mörder hinter den Taten stehen könnte. Die Gruppe der Verdächtigen ist aber sehr klein. Esa versucht den Mörder aus der Reserve zu locken, indem sie behauptet zu wissen, wie Satipy starb – sofort wird sie mit vergiftetem Wollfett ermordet.
Als Renisenb den Pfad zu der Klippe entlang läuft, an der Nofret gestorben ist, hört sie hinter sich Schritte. Sie dreht sich um und schaut in die Augen des Hasses und des Todes – in die Augen ihres eigenen Bruders Yahmose. Im Angesicht ihres eigenen Todes begreift sie, dass Satipy nicht den Geist Nofrets gesehen hatte, sondern in die Augen ihres eigenen Mannes. Dadurch, dass er mit einem leichten Gift seine Genesung verhindert hatte, war er bei allen späteren Morden nicht verdächtig gewesen.
Gerade als ihr all das klar wird, wird Yahmose durch einen Pfeil aus Horis Bogen getroffen und sie ist gerettet. Letztlich entscheidet sie sich, Hori zu heiraten.

## Personen
- Imhotep, ein Totenpriester
- Nofret, Imhoteps Konkubine aus dem Norden
- Esa, Imhoteps Mutter
- Yahmose, Imhoteps ältester Sohn
- Satipy, Yahmoses Frau
- Ipy, Imhoteps jüngster Sohn
- Renisenb, Imhoteps Tochter
- Sobek, Imhoteps zweiter Sohn
- Kait, Sobeks Frau
- Henet, eine weibliche Hausangestellte
- Hori, der Verwalter der Familie
- Kameni, ein Schreiber aus dem Norden

## Wichtige englischsprachige und deutschsprachige Ausgaben
- 1944, USA, Dodd & Mead, Oktober 1944
- 1945, Vereinigtes Königreich, The Crime Club Collins, März 1945
- 1947, Schweiz, Deutsche Erstausgabe im Scherz Verlag (Bern)[3]
- 2023, Neuübersetzung von Giovanni Bandini, Hamburg: Atlantik Verlag

## Verfilmungen
Dieser Roman ist einer der wenigen Romane Christies, die noch nicht verfilmt worden sind. Ein BBC-Fernsehfilm wurde jedoch angekündigt.

## Hörbücher
- 2008 Rächende Geister (Tonträger): gekürzte Lesung. Aus dem Englischen von Tanja Handels. Gelesen von Susanne Schröder. Regie: Toni Nirschl Der Hörverlag (München)[6]